# Adrian Todd
Adrian Todd (* 21. Juni 1994) ist ein ehemaliger botswanischer Schwimmer.

## Karriere
Todd trat bei den Olympischen Jugend-Sommerspielen 2010 in Singapur an. In den Wettbewerben 50 m Freistil beziehungsweise 50 m Schmetterling erreichte er Rang 27 beziehungsweise Rang 17.
Außerdem nahm er an den Kurzbahnweltmeisterschaften 2012 in Istanbul und den Weltmeisterschaften 2013 in Barcelona teil.